# هیلزویل، ویکتوریا
هیلزویل (به انگلیسی: Healesville) یک منطقهٔ مسکونی در استرالیا است که در ویکتوریا (استرالیا) واقع شده‌است.